# فیلیپین، هلند
فیلیپین (به هلندی: Philippine) یک منطقهٔ مسکونی در هلند است که در ترنئوزن واقع شده‌است. فیلیپین ۲٬۱۲۷ نفر جمعیت دارد.